# Circoscrizione Sicilia 2
La circoscrizione Sicilia 2 è una circoscrizione elettorale italiana per l'elezione della Camera dei deputati.

## Storia e territorio
La circoscrizione venne istituita dalla legge Mattarella (legge 4 agosto 1993, n. 277) e sostituiva la precedente circoscrizione Catania-Messina-Siracusa-Ragusa-Enna (o collegio di Catania) in vigore per tutte le elezioni politiche italiane dal 1948 al 1992. Fu confermata nelle successive legge Calderoli (legge 21 dicembre 2005, n. 270) e legge Rosato (legge 3 novembre 2017, n. 165).
Il territorio della circoscrizione coincide alle province di Catania, Enna, Messina, Ragusa e Siracusa, più il singolo comune di Niscemi (CL) che fino al 2017 apparteneva alla circoscrizione Sicilia 1), quindi alla metà orientale della Sicilia.

## Dal 1993 al 2005

### Collegi uninominali
| Mappa | Collegio                     | Comuni |
| ----- | ---------------------------- | --- |
|       | 1. Messina centro storico    | Parte di Messina |
|       | 2. Messina - Mata e Grifone  | Parte di Messina |
|       | 3. Taormina                  | Alì, Alì Terme, Antillo, Casalvecchio Siculo, Castell'Umberto, Castelmola, Cesarò, Fiumedinisi, Floresta, Fondachelli-Fantina, Forza d'Agrò, Francavilla di Sicilia, Furci Siculo, Gaggi, Galati Mamertino, Gallodoro, Giardini-Naxos, Graniti, Itala, Letojanni, Limina, Longi, Malvagna, Mandanici, Moio Alcantara, Mongiuffi Melia, Motta Camastra, Nizza di Sicilia, Pagliara, Raccuja, Roccafiorita, Roccalumera, Roccella Valdemone, San Piero Patti, San Salvatore di Fitalia, San Teodoro, Santa Domenica Vittoria, Santa Teresa di Riva, Sant'Alessio Siculo, Savoca, Scaletta Zanclea, Taormina, Tortorici, Ucria |
|       | 4. Milazzo                   | Castroreale, Condrò, Gualtieri Sicaminò, Leni, Lipari, Malfa, Merì, Milazzo, Monforte San Giorgio, Pace del Mela, Roccavaldina, Rometta, San Filippo del Mela, San Pier Niceto, Santa Lucia del Mela, Santa Marina Salina, Saponara, Spadafora, Torregrotta, Valdina, Venetico, Villafranca Tirrena |
|       | 5. Barcellona Pozzo di Gotto | Barcellona Pozzo di Gotto, Basicò, Brolo, Falcone, Ficarra, Furnari, Gioiosa Marea, Librizzi, Mazzarrà Sant'Andrea, Montagnareale, Montalbano Elicona, Naso, Novara di Sicilia, Oliveri, Patti, Piraino, Rodì Milici, Sant'Angelo di Brolo, Sinagra, Terme Vigliatore, Tripi |
|       | 6. Nicosia                   | Acquedolci, Alcara li Fusi, Capizzi, Capo d'Orlando, Capri Leone, Caronia, Castel di Lucio, Catenanuova, Centuripe, Cerami, Frazzanò, Gagliano Castelferrato, Militello Rosmarino, Mirto, Mistretta, Motta d'Affermo, Nicosia, Pettineo, Regalbuto, Reitano, San Fratello, San Marco d'Alunzio, Sant'Agata di Militello, Santo Stefano di Camastra, Sperlinga, Torrenova, Troina, Tusa |
|       | 7. Enna                      | Agira, Aidone, Assoro, Barrafranca, Calascibetta, Enna, Leonforte, Nissoria, Piazza Armerina, Pietraperzia, Valguarnera Caropepe, Villarosa |
|       | 8. Paternò                   | Adrano, Belpasso, Biancavilla, Paternò, Ragalna, Santa Maria di Licodia |
|       | 9. Giarre                    | Bronte, Calatabiano, Castiglione di Sicilia, Fiumefreddo di Sicilia, Giarre, Linguaglossa, Maletto, Maniace, Mascali, Milo, Piedimonte Etneo, Randazzo, Riposto, Sant'Alfio |
|       | 10. Acireale                 | Aci Bonaccorsi, Aci Catena, Aci Sant'Antonio, Acireale, Nicolosi, Pedara, Santa Venerina, Trecastagni, Viagrande, Zafferana Etnea |
|       | 11. Gravina di Catania       | Aci Castello, Camporotondo Etneo, Gravina di Catania, Mascalucia, San Giovanni la Punta, San Gregorio di Catania, San Pietro Clarenza, Sant'Agata li Battiati, Tremestieri Etneo, Valverde |
|       | 12. Catania - Picanello      | Parte di Catania |
|       | 13. Catania - Cardinale      | Parte di Catania |
|       | 14. Catania - Misterbianco   | Parte di Catania, Misterbianco, Motta Sant'Anastasia |
|       | 15. Caltagirone              | Caltagirone, Castel di Iudica, Grammichele, Mazzarrone, Mineo, Mirabella Imbaccari, Palagonia, Raddusa, Ramacca, San Cono, San Michele di Ganzaria |
|       | 16. Augusta                  | Augusta, Carlentini, Francofonte, Lentini, Melilli, Priolo Gargallo, Sortino |
|       | 17. Siracusa                 | Siracusa |
|       | 18. Avola                    | Avola, Buccheri, Buscemi, Canicattini Bagni, Cassaro, Ferla, Floridia, Noto, Pachino, Palazzolo Acreide, Portopalo di Capo Passero, Solarino |
|       | 19. Modica                   | Ispica, Modica, Pozzallo, Rosolini, Scicli |
|       | 20. Ragusa                   | Comiso, Giarratana, Monterosso Almo, Ragusa, Santa Croce Camerina |
|       | 21. Vittoria                 | Acate, Chiaramonte Gulfi, Licodia Eubea, Militello in Val di Catania, Scordia, Vittoria, Vizzini |

### XII legislatura

#### Risultati elettorali
| Coalizioni                                | Liste                                     | Proporzionale | Proporzionale | Proporzionale | Maggioritario | Maggioritario | Maggioritario |
| Coalizioni                                | Liste                                     | Voti          | %             | Seggi         | Voti          | %             | Seggi         |
| ----------------------------------------- | ----------------------------------------- | ------------- | ------------- | ------------- | ------------- | ------------- | ------------- |
| Polo del Buon Governo                     | Forza Italia                              | 478.842       | 32,43         | 2             | 718.535       | 47,72         | 21            |
| Polo del Buon Governo                     | Alleanza Nazionale                        | 246.343       | 16,68         | 1             | 718.535       | 47,72         | 21            |
| Progressisti                              | Partito Democratico della Sinistra        | 239.501       | 16,22         | 2             | 421.414       | 27,99         | -             |
| Progressisti                              | La Rete                                   | 158.225       | 10,71         | -             | 421.414       | 27,99         | -             |
| Patto per l'Italia                        | Partito Popolare Italiano                 | 115.587       | 7,83          | 1             | 243.396       | 16,17         | -             |
| Patto per l'Italia                        | Patto Segni                               | 86.752        | 5,87          | 1             | 243.396       | 16,17         | -             |
| Lista Pannella - Riformatori              | Lista Pannella - Riformatori              | 50.683        | 3,43          | -             | N.D.          | N.D.          | N.D.          |
| Partito Socialista Italiano               | Partito Socialista Italiano               | 38.762        | 2,62          | -             | 31.766        | 2,11          | -             |
| Socialdemocrazia per le Libertà           | Socialdemocrazia per le Libertà           | 14.104        | 0,96          | -             | 6.536         | 0,43          | -             |
| Solidarietà Occupazione Sviluppo          | Solidarietà Occupazione Sviluppo          | 13.524        | 0,92          | -             | 15.808        | 1,05          | -             |
| Lista Franco Greco                        | Lista Franco Greco                        | 10.241        | 0,69          | -             | 12.806        | 0,85          | -             |
| Democrazia Siciliana                      | Democrazia Siciliana                      | 8.584         | 0,58          | -             | 8.542         | 0,57          | -             |
| Movimento Repubblicano                    | Movimento Repubblicano                    | 6.616         | 0,45          | -             | 8.478         | 0,56          | -             |
| Rinascimento Democratico                  | Rinascimento Democratico                  | 5.600         | 0,38          | -             | 2.085         | 0,14          | -             |
| Movimento Popolare Cristiano              | Movimento Popolare Cristiano              | 3.390         | 0,23          | -             | N.D.          | N.D.          | N.D.          |
| Liberi Forti Uniti                        | Liberi Forti Uniti                        | N.D.          | N.D.          | N.D.          | 10.571        | 0,70          | -             |
| Cattolici Socialisti Liberali Democratici | Cattolici Socialisti Liberali Democratici | N.D.          | N.D.          | N.D.          | 9.464         | 0,63          | -             |
| Unione Democratici Riformisti             | Unione Democratici Riformisti             | N.D.          | N.D.          | N.D.          | 7.527         | 0,50          | -             |
| Lista Insieme                             | Lista Insieme                             | N.D.          | N.D.          | N.D.          | 4.889         | 0,32          | -             |
| Liberali                                  | Liberali                                  | N.D.          | N.D.          | N.D.          | 3.773         | 0,25          | -             |
| Totale                                    | Totale                                    | 1.476.754     |               | 7             | 1.505.590     |               | 21            |

#### Eletti

##### Parte proporzionale
| Forza Italia                               | Alleanza Nazionale | Partito Democratico della Sinistra  | Partito Popolare Italiano | Patto Segni       |
| ------------------------------------------ | ------------------ | ----------------------------------- | ------------------------- | ----------------- |
|                                            |                    |                                     |                           |                   |
| - Stefania Prestigiacomo - Antonio Martino | - Tomasa Salvo     | - Gaetano Grasso - Anna Finocchiaro | - Francesco Parisi        | - Antonino Mirone |

##### Parte maggioritaria
Eletti nel Polo del Buon Governo (FI - LN - CCD - UdC - PLD)
| Collegio                  | Deputato | Deputato            | Partito |
| ------------------------- | -------- | ------------------- | ------- |
| Messina-Centro storico    |          | Rocco Crimi         | FI      |
| Messina-Mata e Grifone    |          | Santino Pagano      | CCD     |
| Taormina                  |          | Giuseppe Scalisi    | AN      |
| Milazzo                   |          | Salvatore D'Alia    | CCD     |
| Barcellona Pozzo di Gotto |          | Domenico Nania      | AN      |
| Nicosia                   |          | Nuccio Carrara      | AN      |
| Enna                      |          | Rosario Ardica      | AN      |
| Paternò                   |          | Sebastiano Neri     | AN      |
| Giarre                    |          | Ilario Floresta     | FI      |
| Acireale                  |          | Paolo Tringali      | AN      |
| Gravina di Catania        |          | Vincenzo Trantino   | AN      |
| Catania-Picanello         |          | Giuseppe Palumbo    | FI      |
| Catania-Cardinale         |          | Benito Paolone      | AN      |
| Catania-Misterbianco      |          | Luigi Sidoti        | AN      |
| Caltagirone               |          | Giacomo Garra       | FI      |
| Augusta                   |          | Giuseppe Forestiere | AN      |
| Siracusa                  |          | Michele Stornello   | FI      |
| Avola                     |          | Nicola Bono         | AN      |
| Modica                    |          | Attilio Sigona      | FI      |
| Ragusa                    |          | Enzo Caruso         | AN      |
| Vittoria                  |          | Saverio La Grua     | AN      |

### XIII legislatura

#### Risultati elettorali
| Coalizioni                                 | Liste                                      | Proporzionale | Proporzionale | Proporzionale | Maggioritario | Maggioritario | Maggioritario |
| Coalizioni                                 | Liste                                      | Voti          | %             | Seggi         | Voti          | %             | Seggi         |
| ------------------------------------------ | ------------------------------------------ | ------------- | ------------- | ------------- | ------------- | ------------- | ------------- |
| Polo per le Libertà                        | Forza Italia                               | 453.404       | 31,86         | 3             | 755.010       | 53,16         | 16            |
| Polo per le Libertà                        | Alleanza Nazionale                         | 260.106       | 18,28         | -             | 755.010       | 53,16         | 16            |
| Polo per le Libertà                        | CCD-CDU                                    | 114.871       | 8,07          | 1             | 755.010       | 53,16         | 16            |
| L'Ulivo                                    | Partito Democratico della Sinistra         | 245.577       | 17,26         | 2             | 583.527       | 41,09         | 5             |
| L'Ulivo                                    | Popolari per Prodi                         | 73.896        | 5,19          | -             | 583.527       | 41,09         | 5             |
| L'Ulivo                                    | Rinnovamento Italiano                      | 55.180        | 3,88          | -             | 583.527       | 41,09         | 5             |
| L'Ulivo                                    | Federazione dei Verdi                      | 48.568        | 3,41          | -             | 583.527       | 41,09         | 5             |
| Rifondazione Comunista                     | Rifondazione Comunista                     | 87.104        | 6,12          | 1             | N.D.          | N.D.          | N.D.          |
| Lista Pannella-Sgarbi                      | Lista Pannella-Sgarbi                      | 37.832        | 2,66          | -             | 4.730         | 0,33          | -             |
| Fiamma Tricolore                           | Fiamma Tricolore                           | 24.591        | 1,73          | -             | 62.213        | 4,38          | -             |
| Noi Siciliani - Fronte Nazionale Siciliano | Noi Siciliani - Fronte Nazionale Siciliano | 21.917        | 1,54          | -             | 10.850        | 0,76          | -             |
| Vienuove                                   | Vienuove                                   | N.D.          | N.D.          | N.D.          | 3.904         | 0,27          | -             |
| Totale                                     | Totale                                     | 1.423.046     |               | 7             | 1.420.234     |               | 21            |

#### Eletti

##### Parte proporzionale
| Forza Italia                                         | Partito Democratico della Sinistra    | CCD-CDU               | Rifondazione Comunista |
| ---------------------------------------------------- | ------------------------------------- | --------------------- | ---------------------- |
|                                                      |                                       |                       |                        |
| - Antonino Gazzara - Antonio Martino - Giacomo Garra | - Anna Finocchiaro - Antonietta Rizza | - Salvatore Cardinale | - Luca Cangemi         |

##### Parte maggioritaria
Eletti nel Polo per le Libertà (FI - AN - CCD-CDU)
     Eletti nell'Ulivo (PDS - P-S-P-U-P - RI - FdV)
| Collegio                  | Deputato | Deputato                     | Partito |
| ------------------------- | -------- | ---------------------------- | ------- |
| Messina-Centro storico    |          | Rocco Crimi                  |         |
| Messina-Mata e Grifone    |          | Santino Pagano               |         |
| Taormina                  |          | Francesco Stagno d'Alcontres |         |
| Milazzo                   |          | Salvatore D'Alia             |         |
| Barcellona Pozzo di Gotto |          | Domenico Nania               |         |
| Nicosia                   |          | Nuccio Carrara               |         |
| Enna                      |          | Gaetano Rabbito              |         |
| Paternò                   |          | Sebastiano Neri              |         |
| Giarre                    |          | Ilario Floresta              |         |
| Acireale                  |          | Paolo Tringali               |         |
| Gravina di Catania        |          | Vincenzo Trantino            |         |
| Catania-Picanello         |          | Giuseppe Palumbo             |         |
| Catania-Cardinale         |          | Benito Paolone               |         |
| Catania-Misterbianco      |          | Elio Vito                    |         |
| Caltagirone               |          | Michele Cappella             |         |
| Augusta                   |          | Rino Piscitello              |         |
| Siracusa                  |          | Stefania Prestigiacomo       |         |
| Avola                     |          | Nicola Bono                  |         |
| Modica                    |          | Antonio Borrometi            |         |
| Ragusa                    |          | Enzo Caruso                  |         |
| Vittoria                  |          | Giovanni Battista Caruano    |         |

### XIV legislatura

#### Risultati elettorali
| Coalizioni             | Liste                   | Proporzionale | Proporzionale | Proporzionale | Maggioritario | Maggioritario | Maggioritario |
| Coalizioni             | Liste                   | Voti          | %             | Seggi         | Voti          | %             | Seggi         |
| ---------------------- | ----------------------- | ------------- | ------------- | ------------- | ------------- | ------------- | ------------- |
| Casa delle Libertà     | Forza Italia            | 536.263       | 35,81         | 3             | 802.769       | 52,82         | 21            |
| Casa delle Libertà     | Alleanza Nazionale      | 189.383       | 12,65         | 1             | 802.769       | 52,82         | 21            |
| Casa delle Libertà     | CCD-CDU                 | 95.786        | 6,40          | -             | 802.769       | 52,82         | 21            |
| Casa delle Libertà     | Nuovo PSI               | 22.672        | 1,51          | -             | 802.769       | 52,82         | 21            |
| L'Ulivo                | La Margherita           | 241.700       | 16,14         | 2             | 512.970       | 33,75         | -             |
| L'Ulivo                | Democratici di Sinistra | 136.646       | 9,13          | 1             | 512.970       | 33,75         | -             |
| L'Ulivo                | Il Girasole             | 22.828        | 1,52          | -             | 512.970       | 33,75         | -             |
| L'Ulivo                | Comunisti Italiani      | 15.804        | 1,06          | -             | 512.970       | 33,75         | -             |
| Democrazia Europea     | Democrazia Europea      | 94.976        | 6,34          | -             | 122.374       | 8,05          | -             |
| Italia dei Valori      | Italia dei Valori       | 61.942        | 4,14          | -             | 55.463        | 3,65          | -             |
| Rifondazione Comunista | Rifondazione Comunista  | 42.966        | 2,87          | -             | N.D.          | N.D.          | N.D.          |
| Lista Emma Bonino      | Lista Emma Bonino       | 25.222        | 1,68          | -             | 11.959        | 0,79          | -             |
| Noi Siciliani          | Noi Siciliani           | 7.637         | 0,51          | -             | 6.121         | 0,40          | -             |
| Paese Nuovo            | Paese Nuovo             | 2.252         | 0,15          | -             | N.D.          | N.D.          | N.D.          |
| Abolizione Scorporo    | Abolizione Scorporo     | 1.256         | 0,08          | -             | N.D.          | N.D.          | N.D.          |
| Lista del Popolo       | Lista del Popolo        | N.D.          | N.D.          | N.D.          | 8.091         | 0,53          | -             |
| Totale                 | Totale                  | 1.497.333     |               | 7             | 1.519.747     |               | 21            |

#### Eletti

##### Parte proporzionale
| Forza Italia                                         | La Margherita                    | Alleanza Nazionale  | Democratici di Sinistra |
| ---------------------------------------------------- | -------------------------------- | ------------------- | ----------------------- |
|                                                      |                                  |                     |                         |
| - Antonino Gazzara - Antonio Martino - Non assegnato | - Enzo Bianco - Giovanni Burtone | - Carmelo Briguglio | - Anna Finocchiaro      |

##### Parte maggioritaria
Eletti nella Casa delle Libertà (FI - AN - CCD-CDU - NPSI)
| Collegio                  | Deputato | Deputato                     | Partito |
| ------------------------- | -------- | ---------------------------- | ------- |
| Messina-Centro storico    |          | Rocco Crimi                  |         |
| Messina-Mata e Grifone    |          | Gianpiero D'Alia             |         |
| Taormina                  |          | Francesco Stagno d'Alcontres |         |
| Milazzo                   |          | Giuseppe Naro                |         |
| Barcellona Pozzo di Gotto |          | Basilio Germanà              |         |
| Nicosia                   |          | Nuccio Carrara               |         |
| Enna                      |          | Ugo Grimaldi                 |         |
| Paternò                   |          | Fabio Fatuzzo                |         |
| Giarre                    |          | Ilario Floresta              |         |
| Acireale                  |          | Basilio Catanoso             |         |
| Gravina di Catania        |          | Vincenzo Trantino            |         |
| Catania-Picanello         |          | Giuseppe Palumbo             |         |
| Catania-Cardinale         |          | Benito Paolone               |         |
| Catania-Misterbianco      |          | Nino Strano                  |         |
| Caltagirone               |          | Filippo Maria Drago          |         |
| Augusta                   |          | Giuseppe Gianni              |         |
| Siracusa                  |          | Stefania Prestigiacomo       |         |
| Avola                     |          | Nicola Bono                  |         |
| Modica                    |          | Giuseppe Drago               |         |
| Ragusa                    |          | Giovanni Mauro               |         |
| Vittoria                  |          | Saverio La Grua              |         |

## Dal 2005 al 2017

### XV legislatura

#### Risultati elettorali
|                               | Forza Italia                                      | 438 449   | 28,78 | 8  |  |  |  |  |  |
|                               | Alleanza Nazionale                                | 183 800   | 12,06 | 3  |  |  |  |  |  |
|                               | Unione dei Democratici Cristiani e di Centro      | 136 812   | 8,98  | 2  |  |  |  |  |  |
|                               | Lega Nord – MPA                                   | 99 618    | 6,54  | 2  |  |  |  |  |  |
|                               | Democrazia Cristiana per le Autonomie – Nuovo PSI | 13 968    | 0,92  | –  |  |  |  |  |  |
|                               | Alternativa Sociale                               | 11 977    | 0,79  | –  |  |  |  |  |  |
|                               | Fiamma Tricolore                                  | 8 027     | 0,53  | –  |  |  |  |  |  |
|                               | No Euro                                           | 4 329     | 0,28  | –  |  |  |  |  |  |
|                               | Ecologisti Democratici                            | 3 714     | 0,24  | –  |  |  |  |  |  |
|                               | Pensionati Uniti                                  | 3 517     | 0,23  | –  |  |  |  |  |  |
|                               | Partito Liberale Italiano                         | 2 369     | 0,16  | –  |  |  |  |  |  |
|                               | Totale coalizione                                 | 906 580   | 59,50 | 15 |  |  |  |  |  |
|                               | L'Ulivo                                           | 401 146   | 26,33 | 9  |  |  |  |  |  |
|                               | Partito della Rifondazione Comunista              | 63 947    | 4,20  | 1  |  |  |  |  |  |
|                               | Italia dei Valori                                 | 37 236    | 2,44  | 1  |  |  |  |  |  |
|                               | Rosa nel Pugno                                    | 34 358    | 2,26  | 1  |  |  |  |  |  |
|                               | Partito dei Comunisti Italiani                    | 31 140    | 2,04  | 1  |  |  |  |  |  |
|                               | Popolari UDEUR                                    | 21 515    | 1,41  | –  |  |  |  |  |  |
|                               | Federazione dei Verdi                             | 20 561    | 1,35  | –  |  |  |  |  |  |
|                               | Partito Pensionati                                | 7 065     | 0,46  | –  |  |  |  |  |  |
|                               | Totale coalizione                                 | 616 968   | 40,50 | 13 |  |  |  |  |  |
| Totale                        | Totale                                            | 1 523 548 | 100   | 28 |  |  |  |  |  |
|                               |                                                   |           |       |    |  |  |  |  |  |
| Voti non validi               | Voti non validi                                   | 74 262    | 4,65  |    |  |  |  |  |  |
| Votanti                       | Votanti                                           | 1 597 810 | 76,06 |    |  |  |  |  |  |
| Elettori                      | Elettori                                          | 2 100 666 |       |    |  |  |  |  |  |
|                               |                                                   |           |       |    |  |  |  |  |  |
| Fonte: Ministero dell'interno |                                                   |           |       |    |  |  |  |  |  |

#### Eletti
| Forza Italia | Alleanza Nazionale                                                       | Unione dei Democratici Cristiani e di Centro                                    | Lega Nord - MPA                    |
| --- | ------------------------------------------------------------------------ | ------------------------------------------------------------------------------- | ---------------------------------- |
| |                                                                          |                                                                                 |                                    |
| - → Silvio Berlusconi - Antonio Martino - Stefania Prestigiacomo - → Rocco Crimi - Francesco Stagno d'Alcontres - Ilario Floresta - Giuseppe Palumbo - Basilio Germanà - Riccardo Minardo - Ugo Grimaldi | - → Gianfranco Fini - Basilio Catanoso - Carmelo Briguglio - Nicola Bono | - → Pier Ferdinando Casini - → Lorenzo Cesa - Giuseppe Drago - Gianpiero D'Alia | - Carmelo Lo Monte - Nicola Leanza |

| L'Ulivo | Partito della Rifondazione Comunista       | Italia dei Valori                                           |
| --- | ------------------------------------------ | ----------------------------------------------------------- |
| |                                            |                                                             |
| - → Romano Prodi - → Francesco Rutelli - Luciano Violante - Rino Piscitello - Vladimiro Crisafulli - Ferdinando Latteri - Antonio Rotondo - Giovanni Burtone - Felice Belisario - Cinzia Dato - Marilena Samperi | - → Fausto Bertinotti - Francesco Forgione | - → Leoluca Orlando - → Antonio Di Pietro - Salvatore Raiti |
| - → Romano Prodi - → Francesco Rutelli - Luciano Violante - Rino Piscitello - Vladimiro Crisafulli - Ferdinando Latteri - Antonio Rotondo - Giovanni Burtone - Felice Belisario - Cinzia Dato - Marilena Samperi | Rosa nel Pugno                             | Partito dei Comunisti Italiani                              |
| - → Romano Prodi - → Francesco Rutelli - Luciano Violante - Rino Piscitello - Vladimiro Crisafulli - Ferdinando Latteri - Antonio Rotondo - Giovanni Burtone - Felice Belisario - Cinzia Dato - Marilena Samperi |                                            |                                                             |
| - → Romano Prodi - → Francesco Rutelli - Luciano Violante - Rino Piscitello - Vladimiro Crisafulli - Ferdinando Latteri - Antonio Rotondo - Giovanni Burtone - Felice Belisario - Cinzia Dato - Marilena Samperi | - → Emma Bonino - Enrico Boselli           | - → Oliviero Diliberto - Orazio Antonio Licandro            |

1. ↑  Opta per la circoscrizione Campania 1
2. ↑  Opta per la circoscrizione Lazio 2
3. ↑  Opta per la circoscrizione Emilia-Romagna
4. ↑  Opta per la circoscrizione Lombardia 1
5. ↑  Opta per la circoscrizione Lombardia 2
6. ↑  Cessa dal mandato in data 19.07.2006; subentrante: Sebastiano Neri
7. ↑  Opta per la circoscrizione Emilia-Romagna
8. ↑  Opta per la circoscrizione Lazio 1
9. ↑  Opta per la circoscrizione Piemonte 2
10. ↑  Opta per la circoscrizione Sicilia 1
11. ↑  Opta per la circoscrizione Veneto 2
12. ↑  Opta per la circoscrizione Veneto 2
13. ↑  Opta per la circoscrizione Sicilia 1

### XVI legislatura

#### Risultati elettorali
|                               | Il Popolo della Libertà               | 709 019   | 47,30 | 15 |  |  |  |  |  |
|                               | Movimento per l'Autonomia             | 143 415   | 9,57  | 3  |  |  |  |  |  |
|                               | Totale coalizione                     | 852 434   | 56,86 | 18 |  |  |  |  |  |
|                               | Partito Democratico                   | 376 461   | 25,11 | 7  |  |  |  |  |  |
|                               | Italia dei Valori                     | 44 305    | 2,96  | 1  |  |  |  |  |  |
|                               | Totale coalizione                     | 420 766   | 28,07 | 8  |  |  |  |  |  |
|                               | Unione di Centro                      | 113 929   | 7,60  | 2  |  |  |  |  |  |
|                               | La Sinistra l'Arcobaleno              | 39 362    | 2,63  | –  |  |  |  |  |  |
|                               | La Destra - Fiamma Tricolore          | 33 764    | 2,25  | –  |  |  |  |  |  |
|                               | Partito Socialista                    | 8 133     | 0,54  | –  |  |  |  |  |  |
|                               | Partito Comunista dei Lavoratori      | 6 270     | 0,42  | –  |  |  |  |  |  |
|                               | Sinistra Critica                      | 5 906     | 0,39  | –  |  |  |  |  |  |
|                               | Associazione per la Difesa della Vita | 5 330     | 0,36  | –  |  |  |  |  |  |
|                               | Forza Nuova                           | 4 842     | 0,32  | –  |  |  |  |  |  |
|                               | Partito Liberale Italiano             | 4 385     | 0,29  | –  |  |  |  |  |  |
|                               | Unione Democratica per i Consumatori  | 4 006     | 0,27  | –  |  |  |  |  |  |
| Totale                        | Totale                                | 1 499 127 | 100   | 28 |  |  |  |  |  |
|                               |                                       |           |       |    |  |  |  |  |  |
| Voti non validi               | Voti non validi                       | 110 686   | 6,88  |    |  |  |  |  |  |
| Votanti                       | Votanti                               | 1 609 813 | 76,09 |    |  |  |  |  |  |
| Elettori                      | Elettori                              | 2 115 748 |       |    |  |  |  |  |  |
|                               |                                       |           |       |    |  |  |  |  |  |
| Fonte: Ministero dell'interno |                                       |           |       |    |  |  |  |  |  |

#### Eletti
| Il Popolo della Libertà | Partito Democratico | Movimento per l'Autonomia                                                                                  |
| --- | --- | --- |
| | | |
| - → Silvio Berlusconi - → Gianfranco Fini - Antonio Martino - Stefania Prestigiacomo - Carmelo Briguglio - Umberto Scapagnini - Francesco Stagno d'Alcontres - Basilio Catanoso - Giuseppe Palumbo - Antonino Germanà - Fabio Granata - Antonino Minardo - Ugo Grimaldi - Barbara Saltamartini - Vincenzo Gibiino - Salvatore Torrisi - Vincenzo Garofalo | - Giuseppe Berretta - → Walter Veltroni - Francantonio Genovese - Rita Bernardini - Ricardo Franco Levi - Marco Causi - Giovanni Burtone - Marilena Samperi | - → Raffaele Lombardo - → Nicola Leanza - Carmelo Lo Monte - Angelo Salvatore Lombardo - Roberto Commercio |
| - → Silvio Berlusconi - → Gianfranco Fini - Antonio Martino - Stefania Prestigiacomo - Carmelo Briguglio - Umberto Scapagnini - Francesco Stagno d'Alcontres - Basilio Catanoso - Giuseppe Palumbo - Antonino Germanà - Fabio Granata - Antonino Minardo - Ugo Grimaldi - Barbara Saltamartini - Vincenzo Gibiino - Salvatore Torrisi - Vincenzo Garofalo | - Giuseppe Berretta - → Walter Veltroni - Francantonio Genovese - Rita Bernardini - Ricardo Franco Levi - Marco Causi - Giovanni Burtone - Marilena Samperi | Unione di Centro                                                                                           |
| - → Silvio Berlusconi - → Gianfranco Fini - Antonio Martino - Stefania Prestigiacomo - Carmelo Briguglio - Umberto Scapagnini - Francesco Stagno d'Alcontres - Basilio Catanoso - Giuseppe Palumbo - Antonino Germanà - Fabio Granata - Antonino Minardo - Ugo Grimaldi - Barbara Saltamartini - Vincenzo Gibiino - Salvatore Torrisi - Vincenzo Garofalo | - Giuseppe Berretta - → Walter Veltroni - Francantonio Genovese - Rita Bernardini - Ricardo Franco Levi - Marco Causi - Giovanni Burtone - Marilena Samperi | |
| - → Silvio Berlusconi - → Gianfranco Fini - Antonio Martino - Stefania Prestigiacomo - Carmelo Briguglio - Umberto Scapagnini - Francesco Stagno d'Alcontres - Basilio Catanoso - Giuseppe Palumbo - Antonino Germanà - Fabio Granata - Antonino Minardo - Ugo Grimaldi - Barbara Saltamartini - Vincenzo Gibiino - Salvatore Torrisi - Vincenzo Garofalo | - Giuseppe Berretta - → Walter Veltroni - Francantonio Genovese - Rita Bernardini - Ricardo Franco Levi - Marco Causi - Giovanni Burtone - Marilena Samperi | - → Lorenzo Cesa - Giuseppe Naro - Giuseppe Drago                                                          |
| - → Silvio Berlusconi - → Gianfranco Fini - Antonio Martino - Stefania Prestigiacomo - Carmelo Briguglio - Umberto Scapagnini - Francesco Stagno d'Alcontres - Basilio Catanoso - Giuseppe Palumbo - Antonino Germanà - Fabio Granata - Antonino Minardo - Ugo Grimaldi - Barbara Saltamartini - Vincenzo Gibiino - Salvatore Torrisi - Vincenzo Garofalo | - Giuseppe Berretta - → Walter Veltroni - Francantonio Genovese - Rita Bernardini - Ricardo Franco Levi - Marco Causi - Giovanni Burtone - Marilena Samperi | Italia dei Valori                                                                                          |
| - → Silvio Berlusconi - → Gianfranco Fini - Antonio Martino - Stefania Prestigiacomo - Carmelo Briguglio - Umberto Scapagnini - Francesco Stagno d'Alcontres - Basilio Catanoso - Giuseppe Palumbo - Antonino Germanà - Fabio Granata - Antonino Minardo - Ugo Grimaldi - Barbara Saltamartini - Vincenzo Gibiino - Salvatore Torrisi - Vincenzo Garofalo | - Giuseppe Berretta - → Walter Veltroni - Francantonio Genovese - Rita Bernardini - Ricardo Franco Levi - Marco Causi - Giovanni Burtone - Marilena Samperi | |
| - → Silvio Berlusconi - → Gianfranco Fini - Antonio Martino - Stefania Prestigiacomo - Carmelo Briguglio - Umberto Scapagnini - Francesco Stagno d'Alcontres - Basilio Catanoso - Giuseppe Palumbo - Antonino Germanà - Fabio Granata - Antonino Minardo - Ugo Grimaldi - Barbara Saltamartini - Vincenzo Gibiino - Salvatore Torrisi - Vincenzo Garofalo | - Giuseppe Berretta - → Walter Veltroni - Francantonio Genovese - Rita Bernardini - Ricardo Franco Levi - Marco Causi - Giovanni Burtone - Marilena Samperi | - → Leoluca Orlando - → Antonio Di Pietro - Domenico Scilipoti                                             |

1. ↑  Opta per la circoscrizione Molise
2. ↑  Opta per la circoscrizione Emilia-Romagna
3. ↑  Opta per la circoscrizione Lazio 1
4. ↑  Opta per la circoscrizione Puglia
5. ↑  Opta per la circoscrizione Sicilia 1
6. ↑  Opta per la circoscrizione Puglia
7. ↑  Opta per la circoscrizione Lazio 1
8. ↑  Opta per la circoscrizione Molise

### XVII legislatura

#### Risultati elettorali
|                               | Movimento 5 Stelle               | 438 613   | 32,74 | 7  |  |  |  |  |  |
|                               | Il Popolo della Libertà          | 359 474   | 26,83 | 6  |  |  |  |  |  |
|                               | Grande Sud – MPA                 | 24 857    | 1,86  | –  |  |  |  |  |  |
|                               | Fratelli d'Italia                | 23 800    | 1,78  | –  |  |  |  |  |  |
|                               | La Destra                        | 10 969    | 0,82  | –  |  |  |  |  |  |
|                               | Moderati in Rivoluzione          | 4 586     | 0,34  | –  |  |  |  |  |  |
|                               | Lega Nord                        | 2 742     | 0,20  | –  |  |  |  |  |  |
|                               | Totale coalizione                | 426 428   | 31,83 | 6  |  |  |  |  |  |
|                               | Partito Democratico              | 249 059   | 18,59 | 10 |  |  |  |  |  |
|                               | Sinistra Ecologia Libertà        | 27 171    | 2,03  | 1  |  |  |  |  |  |
|                               | Centro Democratico               | 12 526    | 0,94  | 1  |  |  |  |  |  |
|                               | Totale coalizione                | 288 756   | 21,56 | 12 |  |  |  |  |  |
|                               | Scelta Civica                    | 68 724    | 5,13  | 1  |  |  |  |  |  |
|                               | Unione di Centro                 | 39 256    | 2,93  | 1  |  |  |  |  |  |
|                               | Futuro e Libertà per l'Italia    | 8 106     | 0,61  | –  |  |  |  |  |  |
|                               | Totale coalizione                | 116 086   | 8,67  | 2  |  |  |  |  |  |
|                               | Rivoluzione Civile               | 42 231    | 3,15  | –  |  |  |  |  |  |
|                               | Amnistia Giustizia Libertà       | 5 930     | 0,44  | –  |  |  |  |  |  |
|                               | Fare per Fermare il Declino      | 4 940     | 0,37  | –  |  |  |  |  |  |
|                               | Liberali per l'Italia - PLI      | 3 839     | 0,29  | –  |  |  |  |  |  |
|                               | Partito Comunista dei Lavoratori | 3 489     | 0,26  | –  |  |  |  |  |  |
|                               | Forza Nuova                      | 3 222     | 0,24  | –  |  |  |  |  |  |
|                               | Fiamma Tricolore                 | 2 875     | 0,21  | –  |  |  |  |  |  |
|                               | Movimento Progetto Italia - MID  | 1 878     | 0,14  | –  |  |  |  |  |  |
|                               | Partito Repubblicano Italiano    | 1 330     | 0,10  | –  |  |  |  |  |  |
| Totale                        | Totale                           | 1 339 617 | 100   | 27 |  |  |  |  |  |
|                               |                                  |           |       |    |  |  |  |  |  |
| Voti non validi               | Voti non validi                  | 65 569    | 4,67  |    |  |  |  |  |  |
| Votanti                       | Votanti                          | 1 405 186 | 66,18 |    |  |  |  |  |  |
| Elettori                      | Elettori                         | 2 123 209 |       |    |  |  |  |  |  |
|                               |                                  |           |       |    |  |  |  |  |  |
| Fonte: Ministero dell'interno |                                  |           |       |    |  |  |  |  |  |

#### Eletti
| Partito Democratico | Movimento 5 Stelle | Il Popolo della Libertà |
| --- | --- | --- |
| | | |
| - → Flavia Piccoli Nardelli - Giuseppe Berretta - Francantonio Genovese - Giuseppe Lauricella - Fausto Raciti - Giuseppe Zappulla - Maria Gaetana Greco - Luisella Albanella - Maria Tindara Gullo - Giovanni Burtone - Sofia Amoddio | - Giulia Grillo - Tommaso Currò - Maria Marzana - Marialucia Lorefice - Francesco D'Uva - Gianluca Rizzo - Alessio Villarosa | - Antonio Martino - Stefania Prestigiacomo - Giuseppe Castiglione - Antonino Minardo - Basilio Catanoso - Vincenzo Garofalo |
| Sinistra Ecologia Libertà | Scelta Civica | Unione di Centro |
| | | |
| - Laura Boldrini | - Andrea Vecchio | - Gianpiero D'Alia |
| Centro Democratico | - Andrea Vecchio | - Gianpiero D'Alia |
| | - Andrea Vecchio | - Gianpiero D'Alia |
| - → Bruno Tabacci - Carmelo Lo Monte | - Andrea Vecchio | - Gianpiero D'Alia |

1. ↑  Opta per la circoscrizione Piemonte 2
2. ↑  Opta per la circoscrizione Toscana

## Dal 2017

### Collegi elettorali

#### Dal 2017 al 2020
Alla circoscrizione sono attribuiti 27 seggi: 10 sono assegnati mediante sistema maggioritario, in altrettanti collegi uninominali; 17 mediante sistema proporzionale, all'interno di tre collegi plurinominali.
| Collegi plurinominali | Collegi plurinominali | Collegi uninominali                                         |
| --------------------- | --------------------- | ----------------------------------------------------------- |
|                       | Sicilia 2 - 01        | - 01 - Messina - 02 - Barcellona Pozzo di Gotto - 03 - Enna |
|                       | Sicilia 2 - 02        | - 04 - Acireale - 05 - Catania - 06 - Misterbianco          |
|                       | Sicilia 2 - 03        | - 07 - Paternò - 08 - Ragusa - 09 - Avola - 10 - Siracusa   |

#### Dal 2020
In seguito alla riforma costituzionale del 2020 in tema di riduzione del numero dei parlamentari, alla circoscrizione sono attribuiti 17 seggi: 6 sono assegnati mediante sistema maggioritario, in altrettanti collegi uninominali; 11 mediante sistema proporzionale, all'interno di tre collegi plurinominali.
| Collegi plurinominali | Collegi plurinominali | Collegi uninominali                             |
| --------------------- | --------------------- | ----------------------------------------------- |
|                       | Sicilia 2 - 01        | - 05 - Barcellona Pozzo di Gotto - 06 - Messina |
|                       | Sicilia 2 - 02        | - 02 - Catania - 03 - Acireale                  |
|                       | Sicilia 2 - 03        | - 01 - Ragusa - 04 - Siracusa                   |

### XVIII legislatura

#### Risultati elettorali
|                            | Movimento 5 Stelle                   | 643 081   | 49,31 | 6  | 643 081   | 49,31 | 10 |  |  |
|                            | Forza Italia                         | 265 091   | 20,33 | 3  | 400 474   | 30,71 | –  |  |  |
|                            | Lega                                 | 65 284    | 5,01  | 1  | 400 474   | 30,71 | –  |  |  |
|                            | Fratelli d'Italia                    | 47 326    | 3,63  | 1  | 400 474   | 30,71 | –  |  |  |
|                            | Noi con l'Italia – UDC               | 22 773    | 1,75  | –  | 400 474   | 30,71 | –  |  |  |
|                            | Partito Democratico                  | 161 773   | 12,40 | 2  | 188 378   | 14,44 | –  |  |  |
|                            | +Europa                              | 13 618    | 1,04  | –  | 188 378   | 14,44 | –  |  |  |
|                            | Civica Popolare                      | 8 282     | 0,63  | –  | 188 378   | 14,44 | –  |  |  |
|                            | Italia Europa Insieme                | 4 705     | 0,36  | –  | 188 378   | 14,44 | –  |  |  |
|                            | Liberi e Uguali                      | 34 267    | 2,63  | 1  | 34 267    | 2,63  | –  |  |  |
|                            | Il Popolo della Famiglia             | 10 026    | 0,77  | –  | 10 026    | 0,77  | –  |  |  |
|                            | Potere al Popolo!                    | 8 723     | 0,67  | –  | 8 723     | 0,67  | –  |  |  |
|                            | CasaPound                            | 7 703     | 0,59  | –  | 7 703     | 0,59  | –  |  |  |
|                            | Italia agli Italiani (FN - FT)       | 4 900     | 0,38  | –  | 4 900     | 0,38  | –  |  |  |
|                            | Partito Comunista                    | 3 887     | 0,30  | –  | 3 887     | 0,30  | –  |  |  |
|                            | Partito Valore Umano                 | 1 616     | 0,12  | –  | 1 616     | 0,12  | –  |  |  |
|                            | Lista del Popolo per la Costituzione | 1 204     | 0,09  | –  | 1 204     | 0,09  | –  |  |  |
| Totale                     | Totale                               | 1 304 259 | 100   | 14 | 1 304 259 | 100   | 10 |  |  |
|                            |                                      |           |       |    |           |       |    |  |  |
| Schede bianche             | Schede bianche                       | 13 739    | 1,01  |    |           |       |    |  |  |
| Schede nulle               | Schede nulle                         | 35 836    | 2,65  |    |           |       |    |  |  |
| Votanti                    | Votanti                              | 1 353 834 | 63,89 |    |           |       |    |  |  |
| Elettori                   | Elettori                             | 2 119 098 |       |    |           |       |    |  |  |
|                            |                                      |           |       |    |           |       |    |  |  |
| Fonte: Camera dei deputati |                                      |           |       |    |           |       |    |  |  |

#### Eletti

##### Eletti nei collegi uninominali
Eletti nel Movimento 5 Stelle
| Collegio uninominale         | Eletto | Eletto              | Partito |
| ---------------------------- | ------ | ------------------- | ------- |
| 1. Messina                   |        | Francesco D'Uva     | M5S     |
| 2. Barcellona Pozzo di Gotto |        | Alessio Villarosa   | M5S     |
| 3. Enna                      |        | Andrea Giarrizzo    | M5S     |
| 4. Acireale                  |        | Giulia Grillo       | M5S     |
| 5. Catania                   |        | Maria Laura Paxia   | M5S     |
| 6. Misterbianco              |        | Simona Suriano      | M5S     |
| 7. Paternò                   |        | Eugenio Saitta      | M5S     |
| 8. Ragusa                    |        | Marialucia Lorefice | M5S     |
| 9. Avola                     |        | Maria Marzana       | M5S     |
| 10. Siracusa                 |        | Paolo Ficara        | M5S     |

1. 1 2  In data 21.06.2022 aderisce al gruppo Insieme per il Futuro.
2. ↑  In data 19.02.2021 aderisce al gruppo misto, non iscritti.
3. ↑  In data 19.02.2021 aderisce al gruppo misto, non iscritti; in data 23.02.2021 alla componente «L'Alternativa c'è»; in data 20.05.2021 torna nei non iscritti.
4. ↑  In data 02.03.2021 aderisce al gruppo misto, non iscritti; in data 08.02.2022 alla componente «Manifesta, Potere al Popolo, Partito della Rifondazione Comunista - Sinistra Europea».

##### Eletti nei collegi plurinominali
| Collegio plurinominale | M5S                                  | Forza Italia             | Partito Democratico | Lega               | Fratelli d'Italia | Liberi e Uguali     |
| ---------------------- | ------------------------------------ | ------------------------ | ------------------- | ------------------ | ----------------- | ------------------- |
| Collegio plurinominale |                                      |                          |                     |                    |                   |                     |
| Sicilia 2 - 01         | - Angela Raffa - Antonella Papiro    | - Antonino Germanà       | - Pietro Navarra    | - Carmelo Lo Monte | - Carmela Bucalo  | - Guglielmo Epifani |
| Sicilia 2 - 02         | - Santi Cappellani - Luciano Cantone | - Antonino Minardo       | –                   | –                  | –                 | –                   |
| Sicilia 2 - 03         | - Gianluca Rizzo - Filippo Scerra    | - Stefania Prestigiacomo | - Fausto Raciti     | –                  | –                 | –                   |

- Tre seggi di spettanza del Movimento 5 Stelle, risultando sovrannumerari, furono assegnati in altre circoscrizioni: uno nella circoscrizione Toscana, uno nella circoscrizione Lazio 1, uno nella circoscrizione Puglia[1]

1. ↑  In data 22.05.2020 aderisce al gruppo misto, non iscritti; in data 26.05.2020 alla componente «Noi con l'Italia-USEI-Rinascimento ADC»; in data 08.04.2021 a Lega - Salvini Premier.
2. ↑  In data 09.09.2019 aderisce al gruppo misto, non iscritti; in data 21.01.2021 alla componente «Centro Democratico».
3. ↑  Deceduto in data 07.06.2021; in data 09.06.2021 gli subentra Maria Flavia Timbro.
4. ↑  In data 14.01.2020 aderisce al gruppo misto, non iscritti; in data 19.02.2020 al gruppo Partito Democratico.
5. ↑  In data 03.12.2019 aderisce al gruppo Lega - Salvini Premier.
6. ↑  In data 21.06.2022 aderisce al gruppo Insieme per il Futuro.

### XIX legislatura

#### Risultati elettorali
- Dati relativi a 2.870 sezioni su 2.884.

|                               | Fratelli d'Italia                                       | 220 697   | 20,10 | 3  | 407 056   | 37,07 | 5 |  |  |
|                               | Forza Italia                                            | 119 670   | 10,90 | 1  | 407 056   | 37,07 | 5 |  |  |
|                               | Lega per Salvini Premier                                | 59 019    | 5,37  | 1  | 407 056   | 37,07 | 5 |  |  |
|                               | Noi Moderati                                            | 7 670     | 0,70  | –  | 407 056   | 37,07 | 5 |  |  |
|                               | Movimento 5 Stelle                                      | 285 306   | 25,98 | 3  | 285 306   | 25,98 | – |  |  |
|                               | Partito Democratico - Italia Democratica e Progressista | 126 962   | 11,56 | 2  | 175 644   | 16,00 | – |  |  |
|                               | Alleanza Verdi e Sinistra                               | 22 344    | 2,03  | –  | 175 644   | 16,00 | – |  |  |
|                               | +Europa                                                 | 17 857    | 1,63  | –  | 175 644   | 16,00 | – |  |  |
|                               | Impegno Civico – Centro Democratico                     | 8 481     | 0,77  | –  | 175 644   | 16,00 | – |  |  |
|                               | Sud chiama Nord                                         | 132 390   | 12,06 | –  | 132 390   | 12,06 | 1 |  |  |
|                               | Azione - Italia Viva                                    | 50 864    | 4,63  | 1  | 50 864    | 4,63  | – |  |  |
|                               | Italexit                                                | 20 789    | 1,89  | –  | 20 789    | 1,89  | – |  |  |
|                               | Italia Sovrana e Popolare                               | 11 226    | 1,02  | –  | 11 226    | 1,02  | – |  |  |
|                               | Unione Popolare                                         | 10 828    | 0,99  | –  | 10 828    | 0,99  | – |  |  |
|                               | Vita                                                    | 3 945     | 0,36  | –  | 3 945     | 0,36  | – |  |  |
| Totale                        | Totale                                                  | 1 098 048 | 100   | 11 | 1 098 048 | 100   | 6 |  |  |
| Elettori                      | Elettori                                                | 2 073 862 |       |    |           |       |   |  |  |
|                               |                                                         |           |       |    |           |       |   |  |  |
| Data: 25 settembre 2022       |                                                         |           |       |    |           |       |   |  |  |
| Fonte: Ministero dell'interno |                                                         |           |       |    |           |       |   |  |  |

#### Eletti

##### Eletti nei collegi uninominali
Eletti nella coalizione di coalizione di centro-destra (FdI - LSP - FI - NM)
     Eletti in Sud chiama Nord
| Collegio uninominale           | Eletto | Eletto                | Partito |
| ------------------------------ | ------ | --------------------- | ------- |
| 01 - Ragusa                    |        | Antonino Minardo      | LSP     |
| 02 - Catania                   |        | Valeria Sudano        | LSP     |
| 03 - Acireale                  |        | Francesco Ciancitto   | FdI     |
| 04 - Siracusa                  |        | Giovanni Luca Cannata | FdI     |
| 05 - Barcellona Pozzo di Gotto |        | Tommaso Calderone     | FI      |
| 06 - Messina                   |        | Francesco Gallo       | ScN     |

1. ↑  In data 18.04.2024 aderisce al gruppo misto-NI; in data 18.07.2025 aderisce al gruppo Forza Italia - PPE.

##### Eletti nei collegi plurinominali
| Collegio plurinominale | Movimento 5 Stelle | Fratelli d'Italia | Partito Democratico-IDP | Forza Italia         | Lega per Salvini Premier | Azione - Italia Viva   |
| ---------------------- | ------------------ | ----------------- | ----------------------- | -------------------- | ------------------------ | ---------------------- |
| Collegio plurinominale |                    |                   |                         |                      |                          |                        |
| Sicilia 2 - 01         | - Angela Raffa     | - Maurizio Leo    | - Maria Stefania Marino | -                    | -                        | -                      |
| Sicilia 2 - 02         | - Luciano Cantone  | - Manlio Messina  | -                       | - Paolo Emilio Russo | - Anastasio Carrà        | - Giuseppe Castiglione |
| Sicilia 2 - 03         | - Filippo Scerra   | - Eliana Longi    | - Anthony Barbagallo    | -                    | -                        | -                      |

1. ↑  In data 31.07.2025 aderisce al gruppo misto-NI.
2. ↑  In data 14.05.2024 aderisce al gruppo Forza Italia - PPE.